# بوم‌سازگان انسانی

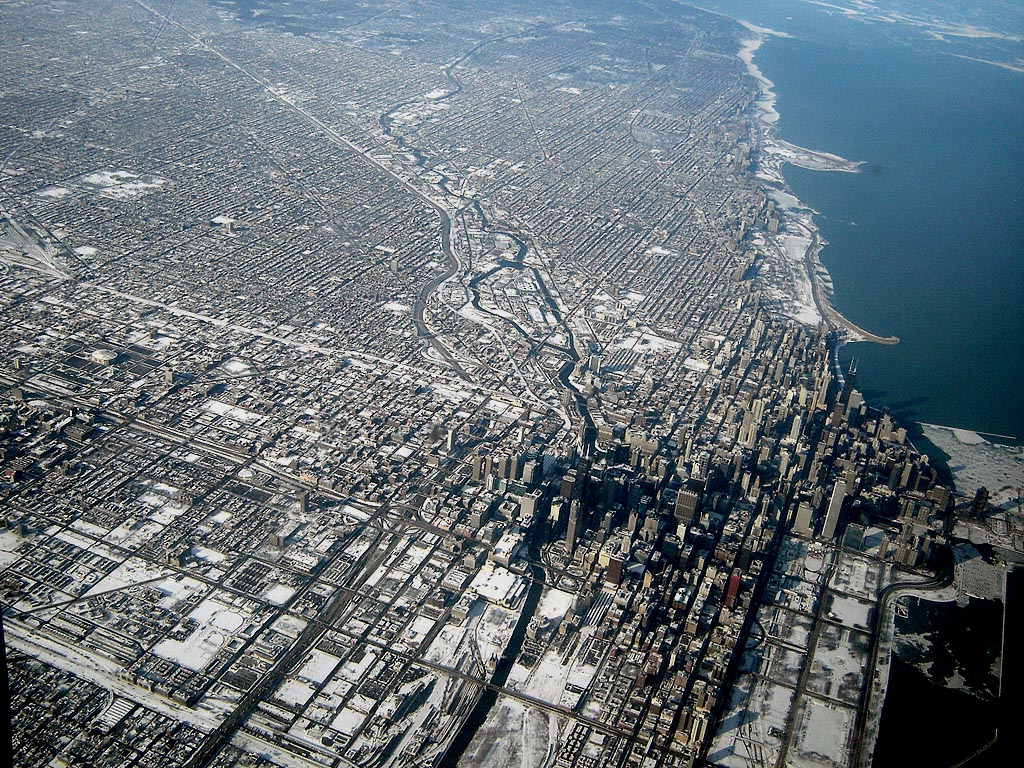
نمایی هوایی از یک بوم‌سازگان انسانی. تصویر مربوط به شهر شیکاگو است.

بوم‌سازگان انسانی یا اکوسیستم انسانی (به انگلیسی:Human ecosystems)، بوم‌سازگان‌های تحت تسلط انسان در دوران آنتروپوسین هستند که به‌عنوان سامانه‌های پیچیده سایبرنتیکی توسط مدل‌های مفهومی در نظر گرفته می‌شوند و به‌طور فزاینده‌ای توسط انسان‌شناسان بوم‌شناس و سایر محققان برای بررسی جنبه‌های اکولوژیکی جوامع انسانی به‌گونه‌ای مورد استفاده قرار می‌گیرند که عوامل متعددی مانند اقتصاد، اجتماع و سیاست سازمان، عوامل روانی و عوامل فیزیکی مرتبط با محیط را شامل شود.
یک بوم‌سازگان انسانی شامل سه مفهوم واحد محیطی کنترل‌شده یا تأثیر پذیرفته از انسان (فرد یا گروهی از افراد)، محیط و همچنین تعاملات و معاملات بین اجزا و درون اجزا می‌باشد. محیط کل بوم‌سازگان انسانی شامل سه محیط مفهومی متمایز اما مرتبط با یکدیگر با نام‌های محیط طبیعی، محیط ساخته شده توسط انسان و رفتار انسانی است. این محیط‌ها منابع و شرایط لازم برای زندگی را فراهم می‌کنند و یک سامانه پشتیبانی از زندگی را تشکیل می‌دهند.